# Bosque seco caducifolio de Madagascar
La bosque seco caducifolio de Madagascar es una ecorregión de la ecozona afrotropical, definida por WWF, que ocupa el extremo norte y parte de la costa oeste de Madagascar.
Esta ecorregión está incluida en la lista Global 200.

## Descripción
Es una ecorregión de selva tropófila con una extensión total de unos 151.300 kilómetros cuadrados. Se extiende desde el nivel del mar hasta una altitud de unos 800 metros.
Limita al norte y al este con la selva subhúmeda de Madagascar, y al sur con el monte suculento de Madagascar. En la costa oeste limita también con cuatro enclaves del manglar de Madagascar. El extremo norte de la isla (salvo el monte d'Ambre, ocupado por la selva subhúmeda) también pertenece a esta ecorregión; se trata de un enclave aislado, separado del área principal por la selva subhúmeda.
Esta ecorregión recibe menos lluvia que las selvas del centro y este de la isla, entre los 50 centímetros anuales del suroeste y los 200 del noroeste. En verano, la temperatura sobrepasa habitualmente los 30 °C.

## Flora
Estas selvas se caracterizan por un dosel de árboles caducifolios que alcanza una altura de entre 14 y 30 metros, que cubre un denso sotobosque que puede contener especies perennifolias.
Para adaptarse al clima seco, los árboles de esta ecorregión pierden las hojas en la estación seca, de mayo a septiembre, para reducir la pérdida de agua por evapotranspiración. Además, algunas especies, como los baobabs, almacenan grandes cantidades de agua en sus troncos bulbosos.
Una característica interesante de estas selvas es la presencia de la apocinácea suculenta Pachypodium, generalmente asociada con los afloramientos kársticos denominados tsingy.

## Fauna viva

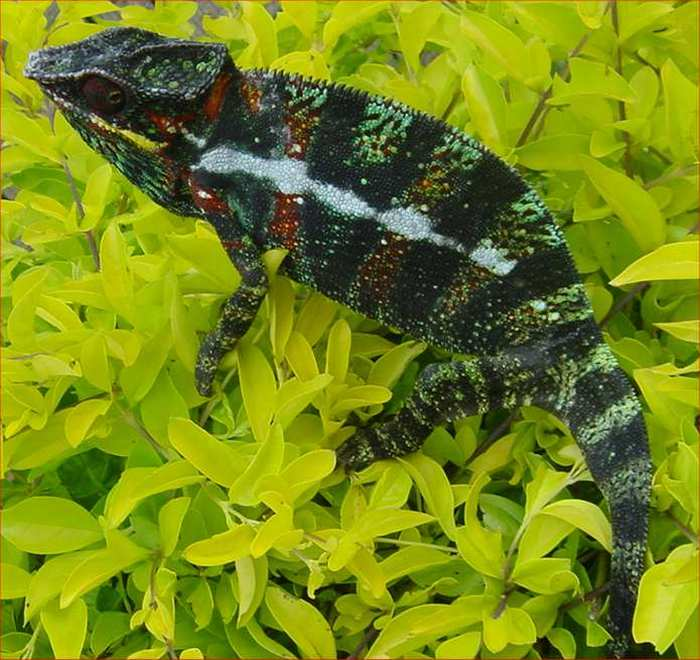
Camaleón pantera.

Lémures: Existen aproximadamente 100 especies de lémures, 28 han sido descritas por zoólogos solo entre los años 2000 y 2008. Casi todos están considerados como raros, vulnerables, o en peligro de extinción.
Eupleridae: Son carnívoros malgaches como la fosa (Cryptoprocta ferox), un tipo de civeta, a pesar de su apariencia felina; la fanaloka (Fossa fossana), la cual, a pesar de su nombre científico, no debe ser confundido con el fosa. Como tampoco con el animal de nombre muy parecido, falanouc (Eupleres goudotii), también conocido como civeta malgache de dientes cortos. También se encuentran cinco especies de mangosta en Madagascar como la civeta india pequeña (Viverricula indica), el único carnívoro que se cree fue introducido en la isla.
Tenrecs: Aunque se encuentran tres especies en el continente africano (las nutrias musarañas), la mayoría de ellos, cerca de 30 especies, se hallan en Madagascar. Se han difundido en muchos nichos ecológicos, por ejemplo los tenrecs de pie de red (Limnogale mergulus) se parecen a las nutrias de río en apariencia y comportamiento. El pequeño tenrec erizo de tierra (Echinops telfairi) se parece a su homólogo, el erizo de tierra.
Roedores: Se hallan catorce especies de roedores en Madagascar. Todos son miembros de la subfamilia de muroideos Nesomyinae. También se han diseminado a varios nichos, con formas similares a ratas, ratones arbóreos, variedades fosoriales y formas parecidas a las de los conejos. 
Murciélagos: Se conocen aproximadamente 30 especies de murciélagos de Madagascar, más de la mitad de los cuales son endémicas de la isla.

## Fauna extinta
Lémures gigantes: Hay, por lo menos, 17 especies del lémures que se han extinguido desde la llegada del hombre a Madagascar, todos los cuales eran más grandes que las especies actuales de lémures. Incluyendo al aye-aye gigante, tres o cinco veces más pesado que las especies existentes. Megaladapis, del cual existen tres especies pueden alcanzar el tamaño del orangután. Los lémures perezosos, que muestra una notable convergencia evolutiva con el perezoso sudamericano; Palaeopropithecus del tamaño de un chimpancé, siendo muy similar en la forma corporal a los tres perezosos sudamericanos. El lémur perezoso Archaeoindris era el mamífero más grande de Madagascar, pudiendo llegar al tamaño de un gorila macho.
Fosa gigante (Cryptoprocta spelea): El registro de fósiles de Madagascar ha reportado los restos de una fosa gigante recientemente extinta, que tenía un tamaño de cerca de una vez y cuarto de las especies vivas, haciendo de él un animal de una talla similar a la del ocelote. Se cree que esta especie cazaba a los lémures grandes que habitaban Madagascar hasta que en la isla se estableció el hombre.
Hipopótamos pigmeos malgaches: Se cree que ha habido tres especies diferentes de hipopótamos pigmeos en Madagascar, el último de los cuales murió hace menos de 1000 años, probablemente como resultado del asentamiento humano en la isla.
Pájaros elefante (Aepyornis maximus): Estas aves enormes tenían una altura de más de 3 metros y pesaban cerca de media tonelada. Se cree que se extinguieron en el último milenio, como resultado de la actividad humana, como el pájaro dodo en la vecina isla de Mauricio.
Majungasaurus: Aunque este no fue un animal extinguido en el Cenozoico, si fue un dinosaurio terópodo que habitó en lo que hoy es esta isla. El majungasaurio fue un carnívoro de tamaño similar al Utahraptor norteamericano y más temprano, de entre 6 y 7 metros, siendo más pequeño que abelisáuridos como Abelisaurus y el gigantesco Carnotaurus argentino y chileno. También ha sido el único dinosaurio en el que se ha confirmado el canibalismo. Se extinguió hace 80 Ma.

## Endemismos
Esta ecorregión alberga una elevada proporción de especies endémicas, aunque menor que las de las selvas húmedas del este de la isla.

## Estado de conservación
En peligro crítico. Casi toda la selva ha sido destruida por la agricultura itinerante de subsistencia, aunque se encuentra mejor conservada que las selvas húmedas del centro y este de la isla, seguramente debido a su menor densidad de población a lo largo de la historia, a la escasez de agua y a la ausencia de vías de comunicación terrestre.

## Protección
- Reserva natural integral de Tsingy de Bemaraha, declarada Patrimonio de la Humanidad por la Unesco en 1990.
- Parque nacional de Ankarafantsika
- Reserva especial de Ankarana
- Bosque Anjajavy